# ریوجوسپه هاشیمورا
ریوجوسپه هاشیمورا (انگلیسی: Ryujoseph Hashimura؛ زادهٔ ۲۳ اوت ۲۰۰۰) بازیکن فوتبال اهل ژاپن است.
وی همچنین در تیم ملی فوتبال زیر ۱۷ سال ژاپن بازی کرده‌است.